# Bafoussam
Bafoussam je grad na zapadu Kameruna, sjedište regije Ouest i departmana Mifi. Leži na nadmorskoj visini od oko 1400 metara. Važan je centar trgovine poljoprivrednim proizvodima (kava, duhan i čaj). Ima tvornicu za preradu kave i pivovaru. Glavni je grad naroda Bamileke.
U gradu su rođeni poznati kamerunski nogometaši Geremi i Webó.
Prema popisu iz 2001. godine, Bafoussam je imao 242.000 stanovnika, čime je bio 6. grad po brojnosti u državi.